# کوه داونی
کوه داونی (به انگلیسی: Downie Peak) یک کوه در کانادا است که در بریتیش کلمبیا واقع شده‌است. کوه داونی ۲٬۹۲۶ متر بالاتر از سطح دریا واقع شده‌است.